# 巴格拉姆机场
巴格拉姆機場（Bagram Airfield-BAF）又被称为巴格拉姆空军基地（Bagram Air Base），是塔利班在阿富汗的军事基地。它曾經是美国駐紮阿富汗期間在阿富汗最大的军事基地。它位于阿富汗帕尔旺省巴格拉姆古城附近。
它有一条能够供大型军用飞机起降的跑道，C-5運輸機和安托諾夫安-225運輸機可以在此降落。巴格拉姆機場的旧飛機跑道现已棄用，它長度為长3,003米。現有的跑道长3,602米，由美国於2006年底建造完成。

## 历史

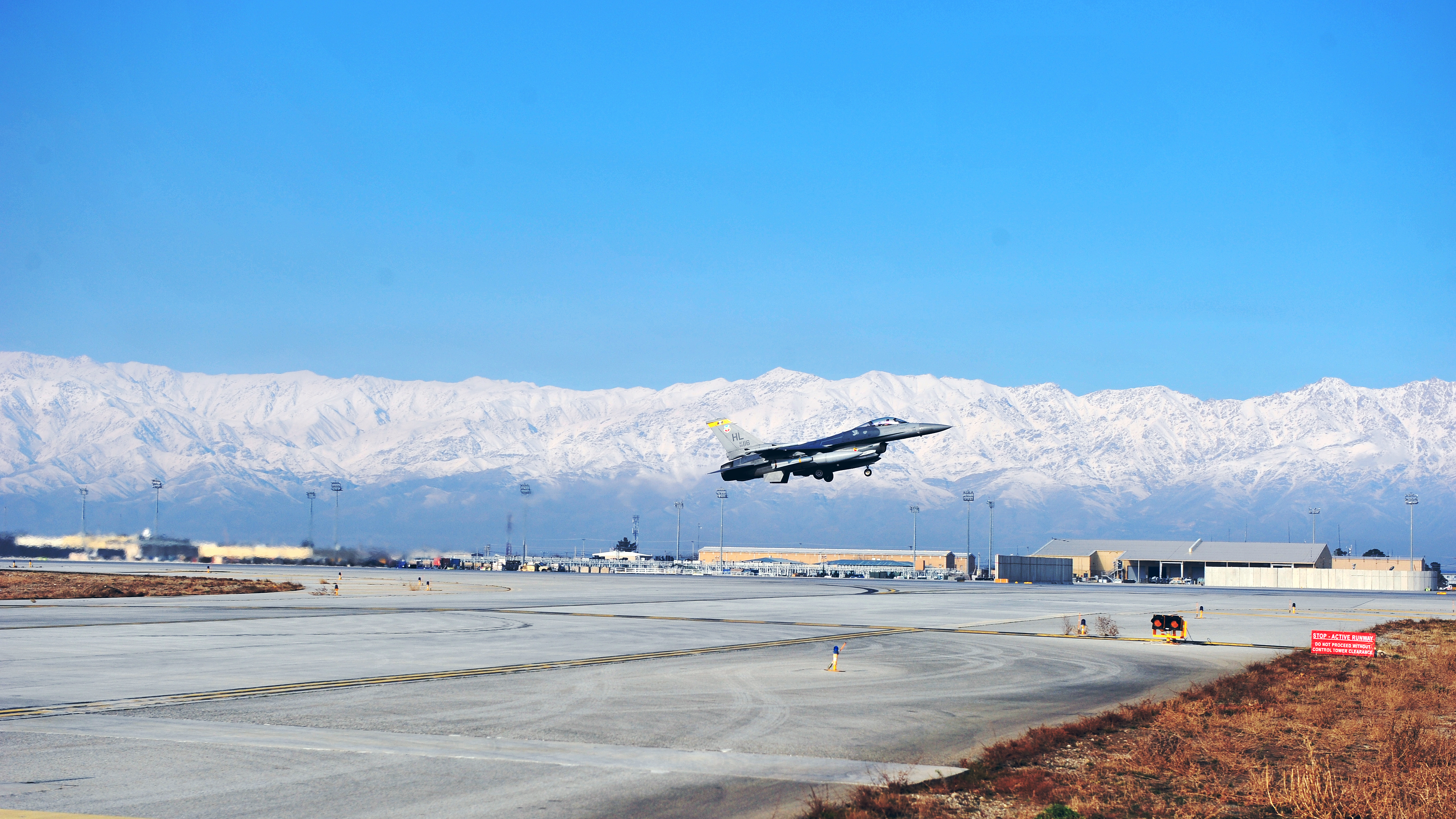
一架美國空軍的F-16戰隼戰鬥機從巴格蘭空軍基地起飛（攝於2015年1月23日）

機場建于1950年代。1959年，美国总统德怀特·大卫·艾森豪威尔訪問阿富汗時飛機降落在巴格拉姆机场，在那里他受到了阿富汗国王穆罕默德·查希尔沙和其他阿富汗官员的迎接。
1986年10月至1987年11月苏阿战争期间，苏联空军曾在此驻扎。
2021年，美國計劃從阿富汗撤軍。7月2日，美軍撤出机场後將機場交還給阿富汗政府。
2021年8月15日，阿富汗塔利班發言人穆賈希德宣布，佔領了巴格拉姆空軍基地。

## 帕尔旺拘留所

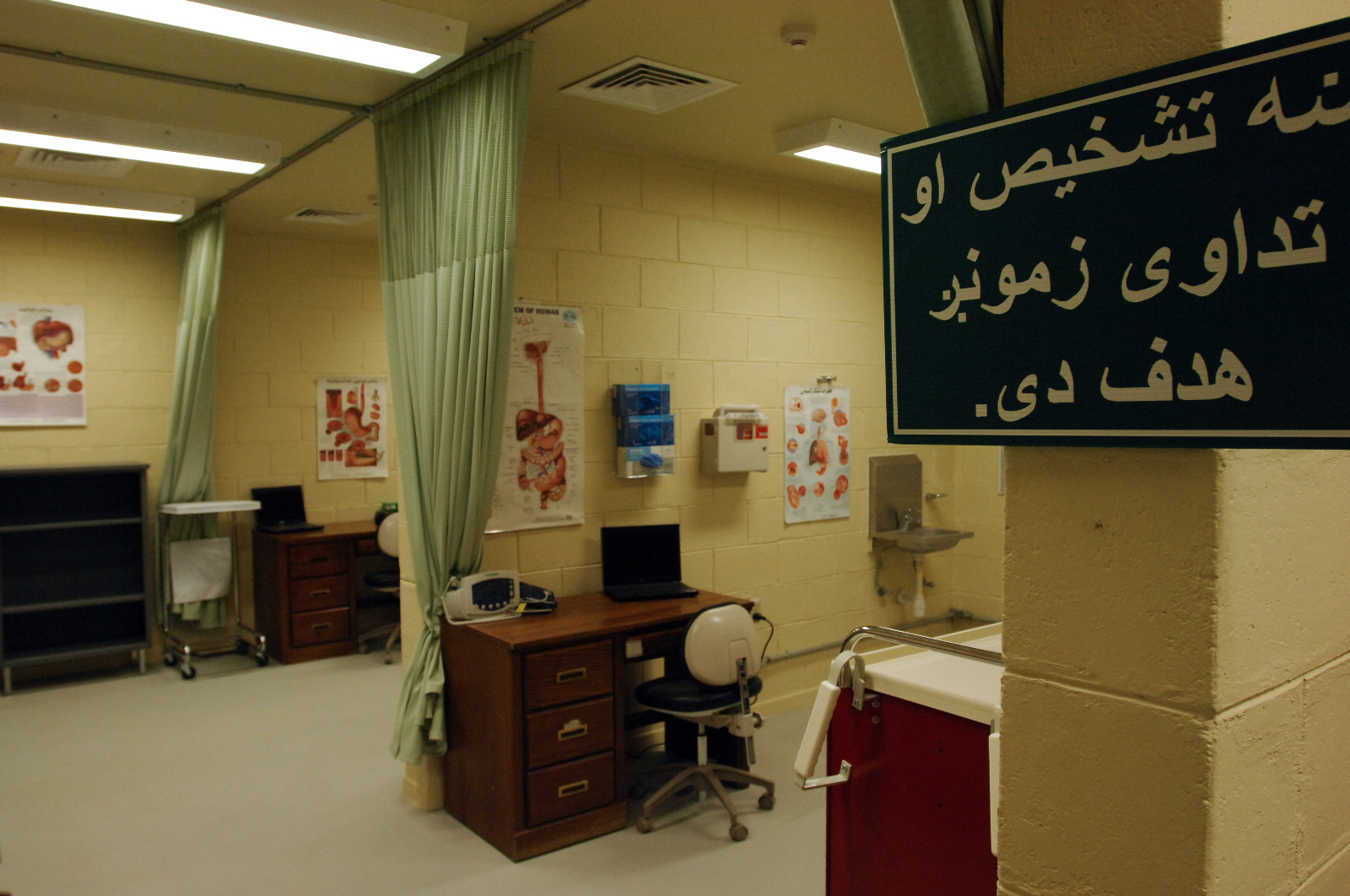
帕尔旺拘留所的医务室

在拘留所建立以前，机场就长期被美军用作监禁地点。2005年，机场共囚禁有450人，同年四名基地组织成员越狱。2009年，机场里的帕尔旺拘留所（Parwan Detention Facility）完工，成为美军在阿富汗的主要监禁设施。它屡次被报道存在虐待囚犯问题，2005年《纽约时报》报道称2002年12月有两名囚徒被殴打致死。2011年，拘留所有超过三千名囚徒。 